# Valianivske
Valianivske (en ucraniano: Вальянівське; en ruso: Вальяновское, romanizado: Valianivskoye) es un asentamiento urbano ucraniano perteneciente al óblast de Lugansk. Situado en el este del país, hasta 2020 era parte del área municipal de Rovenki, pero desde entonces es parte del raión de Dovzhansk y del municipio (hromada) de Dovzhansk. Sin embargo, según el sistema administrativo ruso que ocupa y controla la región, Klenovi sigue perteneciendo al área municipal de Sverdlovsk. Durante la era soviética y hasta 2016, cuando se cambió su denominación de acuerdo con las leyes de descomunización de Ucrania, se llamaba Leninske (en ucraniano: Ленінське; en ruso: Ленинское, romanizado: Leninskoye).
El asentamiento se encuentra ocupado por Rusia desde la guerra del Dombás, siendo administrado como parte de la de facto República Popular de Lugansk y luego ilegalmente integrado en Rusia como parte de la República Popular de Lugansk rusa.

## Geografía
Valianivske está a orillas del río Mala Medvezhya, a 6 km de Dovzhansk y 56 km al sur de Lugansk.

## Historia
Valianivske fue fundada en 1900 como un asentamiento de la estación de Valianov (en ruso: Вальянов) y en 1903 se construyeron las primeras minas de carbón. Desde 1932 el lugar se llamó Shachti No. 9 imeni Lenina (en ucraniano: шахти № 9 імені Леніна). El lugar se elevó a un asentamiento de tipo urbano en 1938 y recibió su nombre actual en 1944, cuando se juntaron una serie de pueblos para formar el actual asentamiento.
En 2014, durante la guerra del Dombás, los separatistas prorrusos tomaron el control de Valianivske y desde entonces está controlado por la autoproclamada República Popular de Lugansk. El 12 de mayo de 2016, la Rada Suprema de Ucrania cambió el nombre como parte de la campaña de descomunización en Ucrania, pero el cambio de nombre no fue reconocido por las autoridades de la autoproclamada RPL.

## Demografía
La evolución de la población entre 1989 y 2022 fue la siguiente:
| 5350                                                          | 4076 | 3446 | 3374 | 3333 | 3324 | 3298 |
| (Fuente: Cities & Towns of Ukraine y UKRAINE: Größere Städte) |      |      |      |      |      |      |

Según el censo de 2001, la lengua materna de la mayoría de los habitantes, el 92,05%, es el ruso; del 7,16% es el ucraniano.

## Infraestructura

### Transporte
En el territorio de Valianivske está la estación de Valianovski en la línea férrea Debáltseve-Zvérevo.